# Abgeteilte Herren

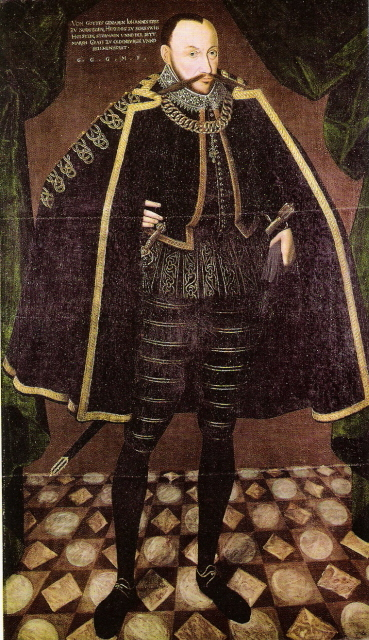
Giovanni il Giovane fu il primo dei cosiddetti abgeteilten Herren. Dopo la sua morte la sua signoria si divise territorialmente in numerosi microstati.

Con l'espressione Abgeteilte Herren (in danese: Afdelte hertuger; trad. lett. in italiano: signori divisi o spartiti) si indicavano diversi duchi nel ducato dello Schleswig e nel Ducato di Holstein, la cui sovranità non era riconosciuta dagli Stati dei loro ducati. 

## Cause e sviluppi
La base giuridica di tale situazione era lo Haandfæstning (Capitulatio), concesso da re Cristiano I in occasione della sua elezione a duca di Schleswig e conte di Holstein, nel cosiddetto trattato di Ribe del 1460. Con tale documento fu stabilito che lo Schleswig e l'Holstein in futuro avrebbero dovuto essere governati indivisi da un unico signore. Il duca di questi territori avrebbe dovuto inoltre essere il re di Danimarca, creando quindi un'unione personale.
L'accordo fu violato nel 1544, quando il re di Danimarca Cristiano III suddivise i ducati tra lui e i suoi fratellastri Giovanni (Giovanni il Vecchio) e Adolfo. I tre detenevano congiuntamente il governo dei ducati e ciascuno di essi aveva diritto ad un terzo degli introiti dei ducati. Dopo la morte di Giovanni senza lasciare discendenti, la sua parte passò ai due fratelli superstiti. Adolfo avrebbe dato vita alla casa regnante di Schleswig-Holstein-Gottorp.
Quando però il figlio e successore di Cristiano III, Federico II, decise di dividere nuovamente nel 1564 i ducati con suo fratello Giovanni di Schleswig-Holstein-Sonderburg (Giovanni il Giovane), gli Stati rifiutarono di rendere omaggio a quest'ultimo. L'effettiva signoria sullo Schleswig e sull'Holstein rimase a suo fratello e a suo zio, sebbene Giovanni venisse formalmente investito dal fratello del rango e del titolo dei ducati (avrebbe fondato una linea collaterale del Casato degli Oldenburg, la linea Schleswig-Holstein-Sonderburg), ricevendo inoltre la propria quota delle entrate di quelle terre. Il duca Giovanni pur essendo detentore formale del titolo, era privo del diritto di battere moneta e privo della possibilità di mantenere un proprio esercito. 
Sotto i figli di Giovanni il ducato venne ulteriormente suddiviso (paréage) tra diverse linee collaterali del casato Schleswig-Holstein-Sonderburg. Solamente in seguito all'estinzione della maggior parte di queste linee (Norburg, Plön, Glücksburg) nel XVIII secolo, il re danese rientrò in possesso dei loro territori. La linea collaterale di Sonderburg, a sua volta suddivisasi nelle linee di Augustenburg e Beckschen, continuò tuttavia sino al XX secolo e avrebbe acquisito un ruolo importante nel contesto delle crisi successorie del XIX secolo con l'estinzione della linea principale del Casato degli Oldenburg.